# James Hamilton junior
James Hamilton Jr. (* 8. Mai 1786 in Charleston, South Carolina; † 15. November 1857 im Golf von Mexiko) war ein US-amerikanischer Politiker und von 1830 bis 1832 Gouverneur des Bundesstaates South Carolina.

## Frühe Jahre und politischer Aufstieg
James Hamilton war mütterlicherseits ein Enkel von Thomas Lynch (1727–1776), der Delegierter im Kontinentalkongress war. Er wurde vorwiegend in Rhode Island und Massachusetts erzogen. Nach seiner Rückkehr nach South Carolina studierte er in Charleston Jura und wurde 1810 als Rechtsanwalt zugelassen. Anschließend praktizierte er in Charleston. Am Krieg von 1812 nahm er als Offizier in verschiedenen Funktionen teil. Nach dem Ende des Krieges stieg er für kurze Zeit in das Baumwollgeschäft ein, entschloss sich dann aber doch seine juristische Karriere fortzusetzen. Seine politische Laufbahn begann im Jahr 1820 mit seiner Wahl in das Repräsentantenhaus von South Carolina. Dort verblieb er bis 1822. Kurzzeitig war er auch Bürgermeister der Stadt Charleston. Von 1822 bis 1829 vertrat er South Carolina im US-Repräsentantenhaus in Washington, D.C. Dort war er Vorsitzender des Militärausschusses.
Ursprünglich für die Demokratisch-Republikanische Partei ins Parlament gewählt, wechselte er nach deren Zerfall zu den Demokraten. Er lehnte ein Angebot des neuen US-Präsidenten Andrew Jackson ab, der ihm den Posten des Kriegsministers offerierte. Im März 1829 kehrte Hamilton nach South Carolina zurück.

## Gouverneur von South Carolina
Im Herbst 1830 wurde Hamilton von den Abgeordneten des Parlaments zum Gouverneur gewählt. Seine zweijährige Amtszeit begann am 1. Dezember 1830 und endete am 13. Dezember 1832. Genau wie sein Amtsvorgänger Stephen Decatur Miller war Hamilton ein Verfechter der Rechte der Einzelstaaten gegenüber der Bundesregierung. Während Hamiltons Amtszeit erreichte die Nullifikationskrise ihren Höhepunkt. South Carolina hatte sich bereits im Jahr 1828 gegen ein neues Schutzzollgesetz der Bundesregierung ausgesprochen und die Möglichkeit einer Nichtigkeitserklärung dieses Gesetzes in Betracht gezogen. Die Zollgesetze waren deshalb umstritten, weil sie den Interessen der aufstrebenden Industrie in den Nordstaaten entgegenkamen. Deren Erzeugnisse wurden dadurch vor ausländischer Konkurrenz geschützt. Der Süden aber war auf Einfuhren angewiesen und die Schutzzölle verteuerten die eingeführten Produkte. Im Jahr 1832 erließ die Bundesregierung ein neues Zollgesetz, das eigentlich für den Süden etwas günstiger war als das alte Gesetz von 1828. Trotzdem wurde es in South Carolina entschieden abgelehnt. Der Gouverneur unterstützte seine Landsleute und trat für die Nichtigkeitserklärung des Gesetzes ein. Er war Vorsitzender eines Konvents, der einen entsprechenden Beschluss fasste. In South Carolina wurden schon damals, rund 30 Jahre vor dem Bürgerkrieg, Überlegungen angestellt, aus der Union auszutreten. Präsident Jackson drohte dem Staat mit Krieg. Die anderen Südstaaten hielten die Reaktion South Carolinas für überzogen und konnten sich einer Sezession damals nicht anschließen. Schließlich wurde die Krise 1833, mit Hilfe eines Kompromisses, den Senator Henry Clay ausgearbeitet hatte, beigelegt.

## Weiterer Lebensweg
Die Verfassung von South Carolina erlaubte keine zwei zusammenhängenden Amtszeiten des Gouverneurs. Daher musste Hamilton im Dezember 1832 aus dem Amt ausscheiden. Er wurde zum Brigadegeneral der Nationalgarde ernannt, mit der Vorgabe, notfalls für die Nullifikation gegen die Bundesregierung zu kämpfen. Aufgrund des erwähnten Kompromisses kam es aber zu keinen Kampfhandlungen. Hamilton betätigte sich in der Folge mit dem Anbau von Reis und Baumwolle. Er gründete die Bank of Charleston und wurde Direktor der Eisenbahngesellschaft Louisville, Cincinnati & Charleston Railroad. Im Jahr 1836 saß er zudem für kurze Zeit im Senat von South Carolina. Nachdem im gleichen Jahr Texas seine Unabhängigkeit von Mexiko errungen hatte, zog es Hamilton in dieses nun selbstständige Gebiet, das erst 1845 als Bundesstaat in die USA aufgenommen wurde. Er lieh der jungen Republik Geld aus seinem Privatvermögen. Außerdem trat er in den diplomatischen Dienst dieses Landes und wurde nach Frankreich, Belgien, Großbritannien und in die Niederlande entsandt, um dort für die Anerkennung der Republik Texas zu werben. Auch nach dem Anschluss von Texas an die USA blieb er diesem Land verbunden. Seit 1855 wohnte er permanent dort. James Hamilton ertrank im Jahr 1857 bei einem Schiffsunglück im Golf von Mexiko.
Nach ihm ist Hamilton County in Texas benannt.